# Ocelot
Az ocelot vagy párducmacska (Leopardus pardalis) a ragadozók (Carnivora) rendjébe, azon belül a macskafélék (Felidae) családjába tartozó faj.
Neve az azték nyelv ocēlōtl szavából származik, amely eredetileg a jaguárt (Panthera onca) jelölte. A helyi spanyol és portugál nyelvben helytől függően több elnevezése is ismeretes: jaguatirica (Brazília), jaguarete (Paraguay, Argentína), tigrillo (Ecuador), cunaguaro (Venezuela), manigordo (Costa Rica, Panama).

## Előfordulása
Az ocelot Chile kivételével minden dél- és közép-amerikai országban előfordul, elterjedésének déli határa Észak-Argentína, északon pedig Texas és Arizona. Sokféle élőhelyen előfordul, így hegyvidéken, esőerdőkben, félsivatagokban, bozótosokban. Egyedül a nyílt területeket kerüli.

## Alfajok
A jelenleg ismert alfajok az alábbiak:
- Leopardus pardalis aequatorialis – az Andok északi vidéke
- Leopardus pardalis albescens – Texas, Mexikó
- Leopardus pardalis melanurus – Venezuela, Guyana, Trinidad, Barbados, Grenada
- Leopardus pardalis maripensis – Venezuelától Guyanáig
- Leopardus pardalis mitis – Dél-Brazília, Paraguay, Argentína
- Leopardus pardalis nelsoni – Mexikó
- Leopardus pardalis pardalis – Amazonas-medence
- Leopardus pardalis pseudopardalis – Kolumbia, Venezuela
- Leopardus pardalis pusaeus – Ecuador
- Leopardus pardalis sonoriensis – Arizona, Mexikó
- Leopardus pardalis steinbachi – Bolívia

## Megjelenése
Az ocelot bundája alapvetően homokszínű-világosbarna (minél nyíltabb területen él, annál világosabb) számos fekete folttal, amelyek a hátán és a fejrészen vízszintes csíkokká állnak össze, és a farkon is nagyon sűrűek. A has alja piszkosfehér-krémszínű. Közeli rokonaitól, az oncillától és a margay-tól mindössze nagyobb méretei különböztetik meg. Testhossza 55-101,5 centiméter, farka 27-45 centiméter hosszú, magassága a vállaknál 45 centiméter, testtömege 6,6-18,6 kilogramm körül mozog. A hímek nagyobbak.

## Életmódja
Az ocelotok magányos, territoriális állatok. A nőstények átlagosan 9 négyzetkilométeres területet tartanak fenn, amit védelmeznek a betolakodó nőstényekkel szemben, míg a hímek jóval nagyobb (akár 35 négyzetkilométeres) territóriuma több nőstényével van átfedésben. Az állatok szagjelzésekkel kommunikálnak, így jelölik ki birodalmuk határait és adják az ellenkező neműek tudtára, ha készek a párzásra. Az ocelotok nyávogni is tudnak.
A faj főleg éjszaka aktív, ekkor vadászik. Bár jól mászik fára, elsősorban a talajon kutat rágcsálók, oposszumok, majmok, hangyászok, hüllők és más kis- és közepes termetű állatok után. Az esős időszakban a megnövekedett hal- és rákállományt dézsmálják meg.

## Szaporodása
Poligín, a hím rendszerint a területével átfedésben lévő nőstényekkel párzik. A trópusi övezetben élő ocelotok bármikor szaporodhatnak, de a kölykök elsősorban a szeptember–novemberi időszakban jönnek a világra. A nőstények 4-6 havonta termékenyek. 79-85 napos vemhességet követően születik meg az egy vagy két kölyökből álló alom. A nőstény körülbelül egyéves korukig neveli egymaga utódait, és még egy évig megtűri őket területén. A kandúrok 2, a nőstények 1 éves korukra érik el az ivarérettséget.

## Természetvédelmi helyzete

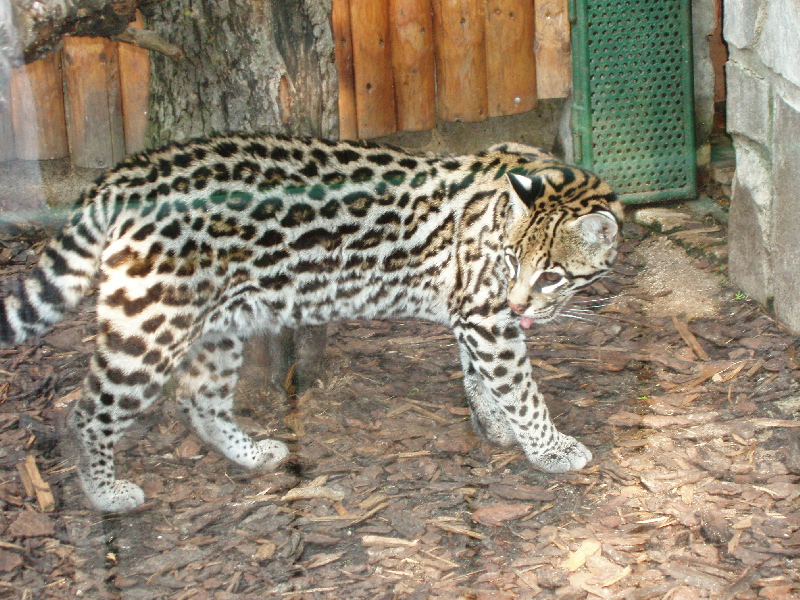
Ocelot a bajmóci állatkertben

Az 1980-as években az ocelot a már az azték időkben is nagyra értékelt bundája ismét divatba jött, ekkor évente 200 000 állatot pusztítottak el. A másik véglet az volt, hogy az alapvetően vad és kiszámíthatatlan természetű fajt házikedvencként próbálták tartani. A hatásos védelemnek köszönhetően ma már biztosítottnak tűnik a szép bundájú állat jövője. Mindazonáltal a hosszú vemhesség, a kis almok és az élőhely pusztulása miatt továbbra is veszély fenyegeti. Az ocelot szerepel a CITES I. függelékében.

## Galéria

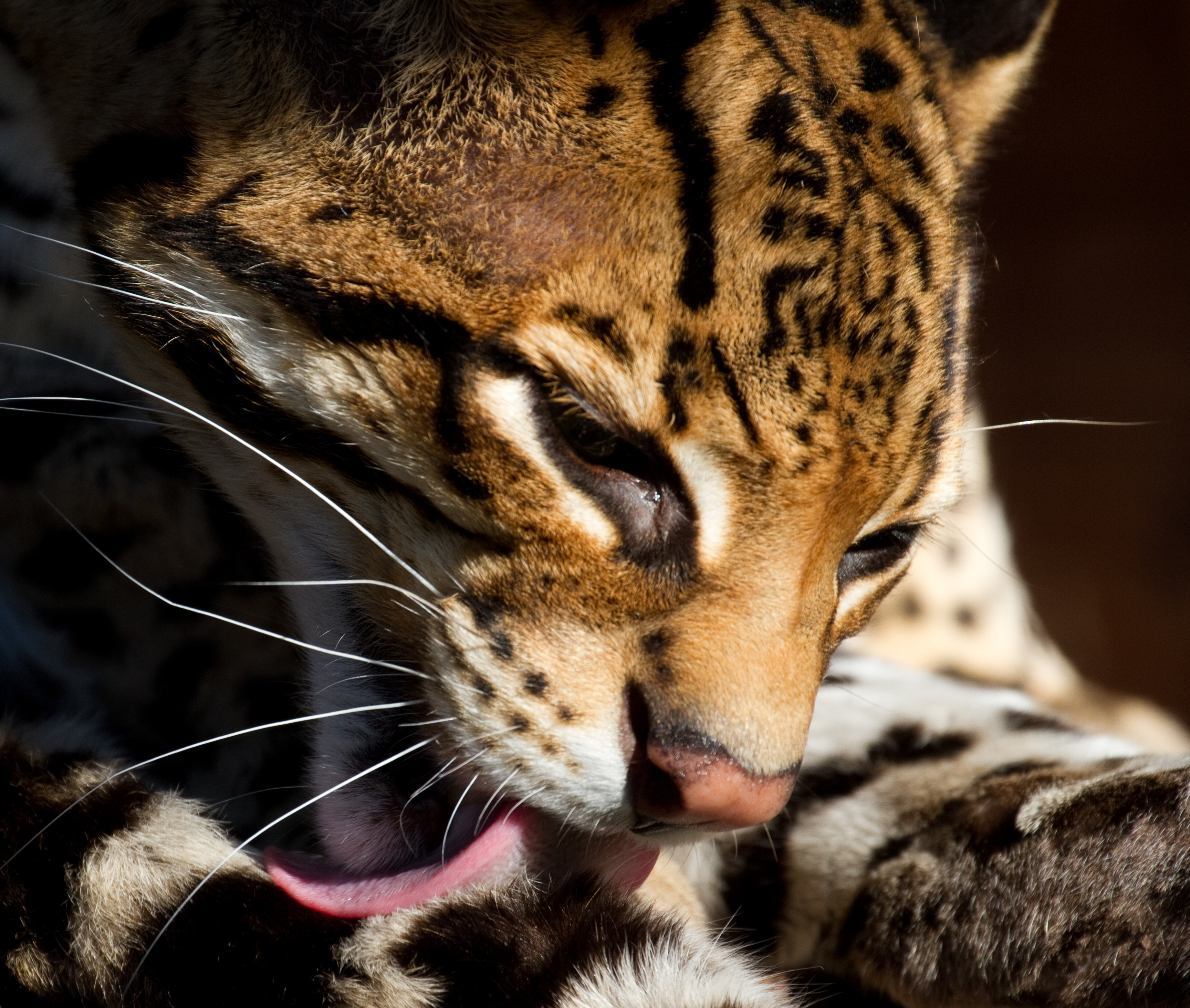
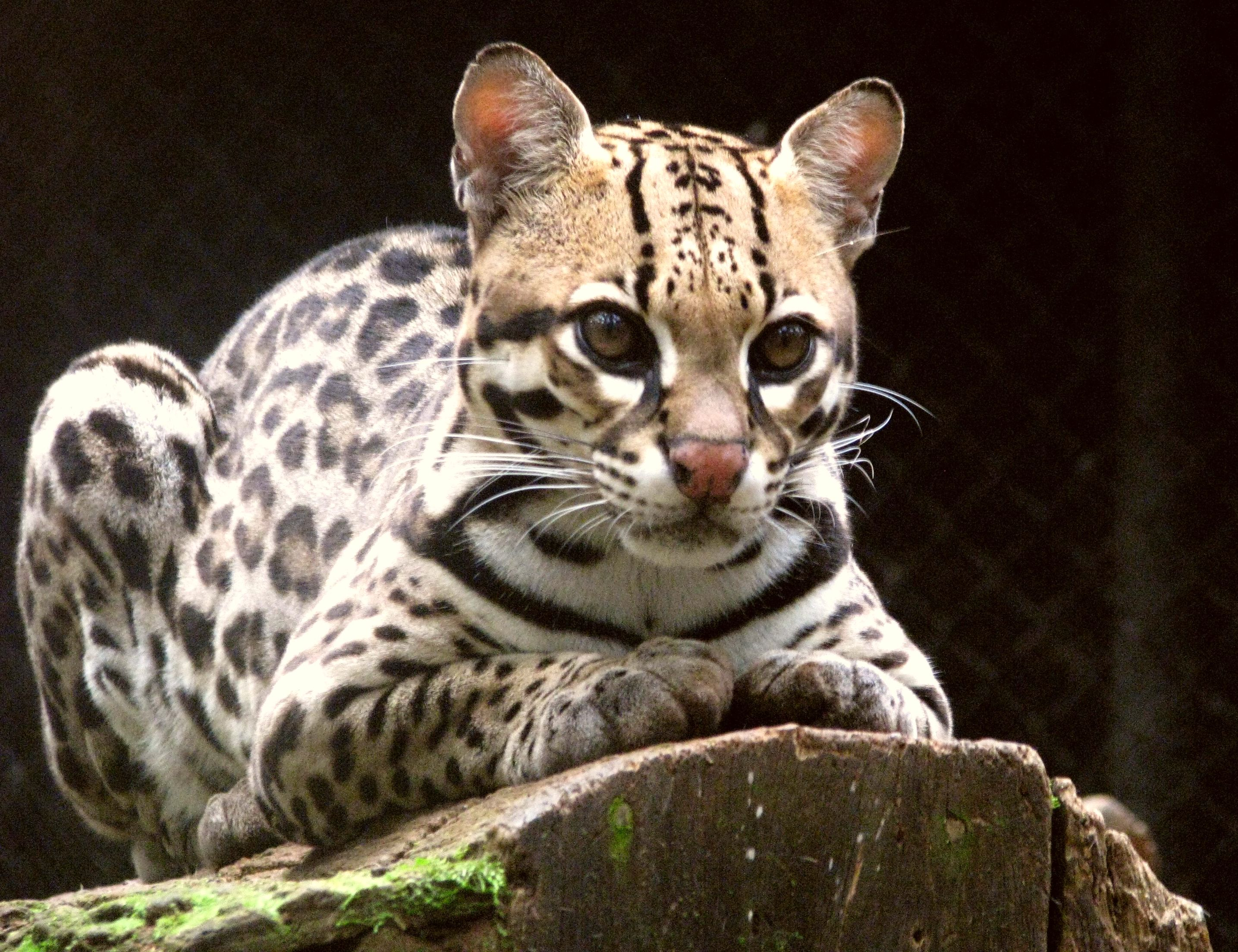
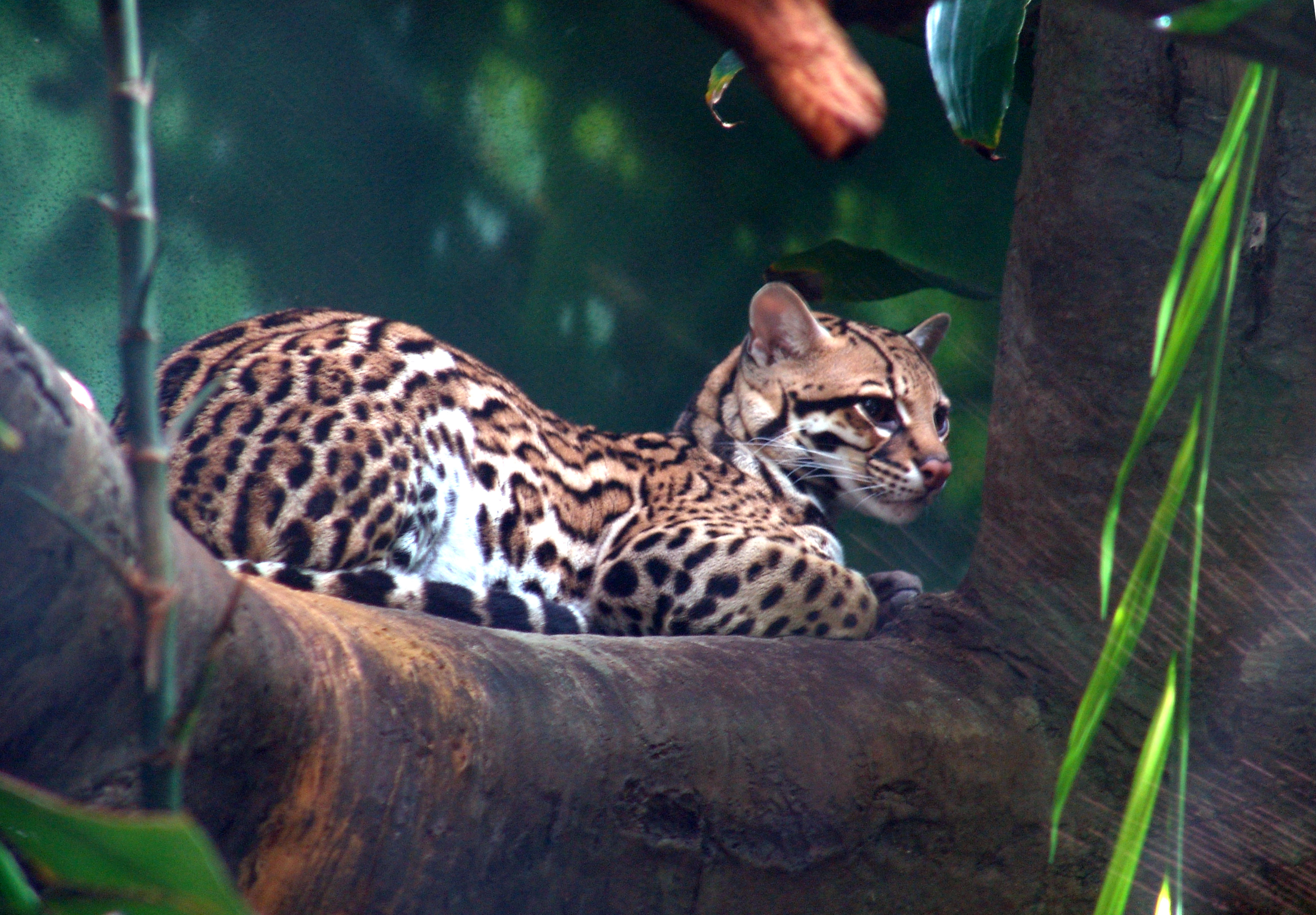
A seattle-i Woodland Park Zoo ocelotja